# سالاكة بيكريانية
سالاكة بيكريانية (الاسم العلمي:Salacca bakeriana) هي نوع من النباتات يتبع جنس السالاكة من الفصيلة الفوفلية.